# 松井正文
松井 正文（まつい まさふみ、1950年 - ）は、日本の動物学者。京都大学名誉教授。両生類研究の第一人者で、日本動物学会賞を受賞した。元日本爬虫両棲類学会会長。

## 人物・経歴
長野県上田市生まれ。長野県上田高等学校を経て、1972年信州大学繊維学部卒業。1975年京都大学大学院理学研究科博士課程中退、京都大学教養部助手。1984年理学博士。1987年京都大学教養部助教授。1991年京都大学大学院人間・環境学研究科助教授。1998年京都大学大学院人間・環境学研究科教授。2000年日本動物学会賞受賞。2015年京都大学名誉教授。両生類研究の第一人者で、日本爬虫両棲類学会会長などを歴任した。

## 主な著書
- 前田憲男, 松井正文 (1989) 日本カエル図鑑, 文一総合出版, 東京. ISBN 4-8299-3022-5 国立国会図書館書誌ID:000002022868 doi:10.11501/13664161
- 松井正文 (1996) 『両生類の進化』東京大学出版会, 東京. ISBN 4-13-060163-6 国立国会図書館書誌ID:000002490706 doi:10.11501/14219987
- 『カエル : 水辺の隣人』中公新書 2002年
- 小池裕子, 松井正文 編 (2003) 保全遺伝学. 東京大学出版会. 東京. ISBN 4-13-060213-6 国立国会図書館書誌ID:000004166397
- 松井正文 監修, 関慎太郎 写真・文 (2004) 世界と日本のカエル大図鑑 : 地球のカエル大集合! : 世界のカエル156種類・日本のカエル全43種類. ISBN 4-569-68485-8
- 松井正文 編 (2005) これからの両棲類学. 裳華房, 東京. ISBN 4-7853-5839-4 国立国会図書館書誌ID:000007886842
- 松井正文 解説, 関慎太郎 写真 (2008) カエル・サンショウウオ・イモリのオタマジャクシハンドブック. 文一総合出版, 東京. ISBN 978-4-8299-0132-8
- クリス・マチソン 著, 松井正文 日本語版監修・訳 (2008) 世界カエル図鑑300種 : 絶滅危機の両生類、そのユニークな生態. ネコ・パブリッシング. ISBN 978-4-7770-5227-1
- 松井正文 (2009) 『外来生物クライシス：皇居の池もウシガエルだらけ』小学館101新書 ISBN 978-4-09-825061-5
- 『日本のカエル：分類と生活史〜全種の生態、卵、オタマジャクシ』誠文堂新光社 2016年
- 松井正文 (2016) これからの爬虫類学. 裳華房. ISBN 978-4-7853-5867-9
- 松井正文 解説, 前田憲男 写真 (2018) 日本産カエル大鑑. ISBN 978-4-8299-8843-5 国立国会図書館書誌ID:029120004
- 日本爬虫両棲類学会, 松井正文・森哲 編 (2021) 新 日本両性爬虫類図鑑. サンライズ出版, 滋賀. ISBN 978-4-88325-734-8 国立国会図書館書誌ID:031642635
  - 中村健児, 上野俊一 (1963) 原色日本両生爬虫類図鑑. 保育社, 大阪. 国立国会図書館書誌ID:000001044047、doi:10.11501/1384347のリメイク版
- 松井正文 著, 関慎太郎 写真 (2025) 日本産サンショウウオ図譜. 技術評論社, 東京. ISBN 978-4-297-14834-8